# Молнар, Брижитка
Брижитка Молнар (серб. Брижитка Молнар / Brižitka Molnar; 28 июля 1985, Торак) — сербская волейболистка, нападающая, чемпионка Европы 2011 года.

## Спортивная биография
Брижитка Молнар начинала заниматься волейболом в сербском селе Клек, являющемся также родиной знаменитых волейболистов Владимира и Николы Грбичей. Тренером Брижитки в молодёжной команде местного клуба был Спасое Миличевич.
В 2005 году вошла в состав сборной Сербии и Черногории, сыграла на чемпионате Европы в Хорватии. В 2006 году стала бронзовым призёром чемпионата мира и подписала контракт с румынским клубом «Метал» из Галаца, который возглавлял тренер сборной Зоран Терзич.
В 2007 году в составе сборной Сербии Брижитка Молнар выиграла серебряную медаль чемпионата Европы, в 2008-м провела два матча на олимпийском турнире в Пекине, где команда Зорана Терзича дошла до четвертьфинала.
В 2009—2011 годах выступала в одном из сильнейших клубов Греции — афинском «Панатинаикосе», затем провела по одному сезону в токийском «НЕК Ред Рокетс», стамбульском «Галатасарае», польском «Трефле» из Сопота, китайском «Тяньцзине» и вновь в греческом «Панатинаикосе».
Брижитка Молнар является единственной волейболисткой, три раза выигрывавшей Евролигу. Летом 2011 года в составе сборной Сербии она также завоевала бронзовую медаль Гран-при, на финальном турнире в Макао показав третий результат по эффективности приёма. 2 октября того же года в Белграде сербские волейболистки в драматичном финале чемпионата Европы одержали победу над сборной Германии. В этом матче Брижитка Молнар реализовала 55 % атак и набрала 17 очков, став самым результативным игроком своей команды.

## Достижения

### Со сборной
- Бронзовый призёр чемпионата мира (2006).
- Чемпионка Европы (2011), серебряный призёр чемпионата Европы (2007).
- Бронзовый призёр Гран-при (2011, 2013).
- 3-кратная чемпионка Евролиги (2009, 2010, 2011).
- Бронзовый призёр Европейских игр (2015).

### В клубной карьере
- 3-кратная чемпионка и обладательница Кубка Румынии (2006/07—2008/09).
- Чемпионка и обладательница Кубка Греции (2009/10), бронзовый призёр чемпионата Греции (2010/11, 2015/16).
- Бронзовый призёр чемпионата Турции (2012/13).
- Бронзовый призёр чемпионата Польши (2013/14).